# چیتادواله
چیتادواله (به ایتالیایی: Cittaducale) یک کومونه در ایتالیا است که در استان ریتی واقع شده‌است.

## خصوصیات
چیتادواله ۷۱٫۰ کیلومترمربع مساحت و ۶٬۷۹۹ نفر جمعیت دارد و ۴۸۱ متر بالاتر از سطح دریا واقع شده‌است.